# Lagonda
La Lagonda è una casa automobilistica britannica costruttrice di automobili di lusso. Fondata nel 1906, è rimasta indipendente fino al 1947, quando è stata acquisita dalla Aston Martin.

## Storia

### I primi anni

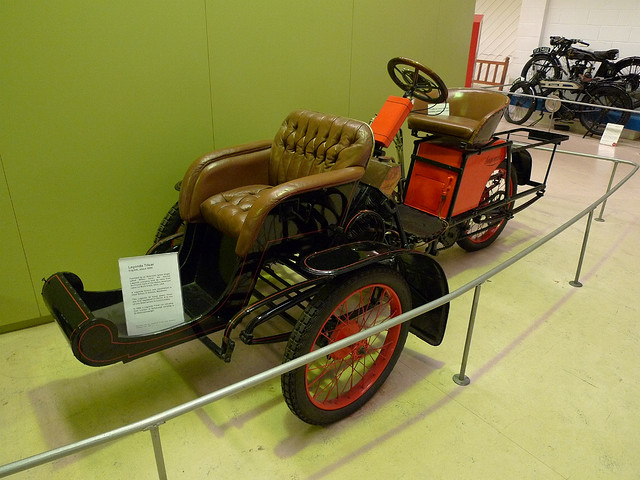
Triciclo Lagonda del 1905, che venne prodotto prima della fondazione della casa automobilistica

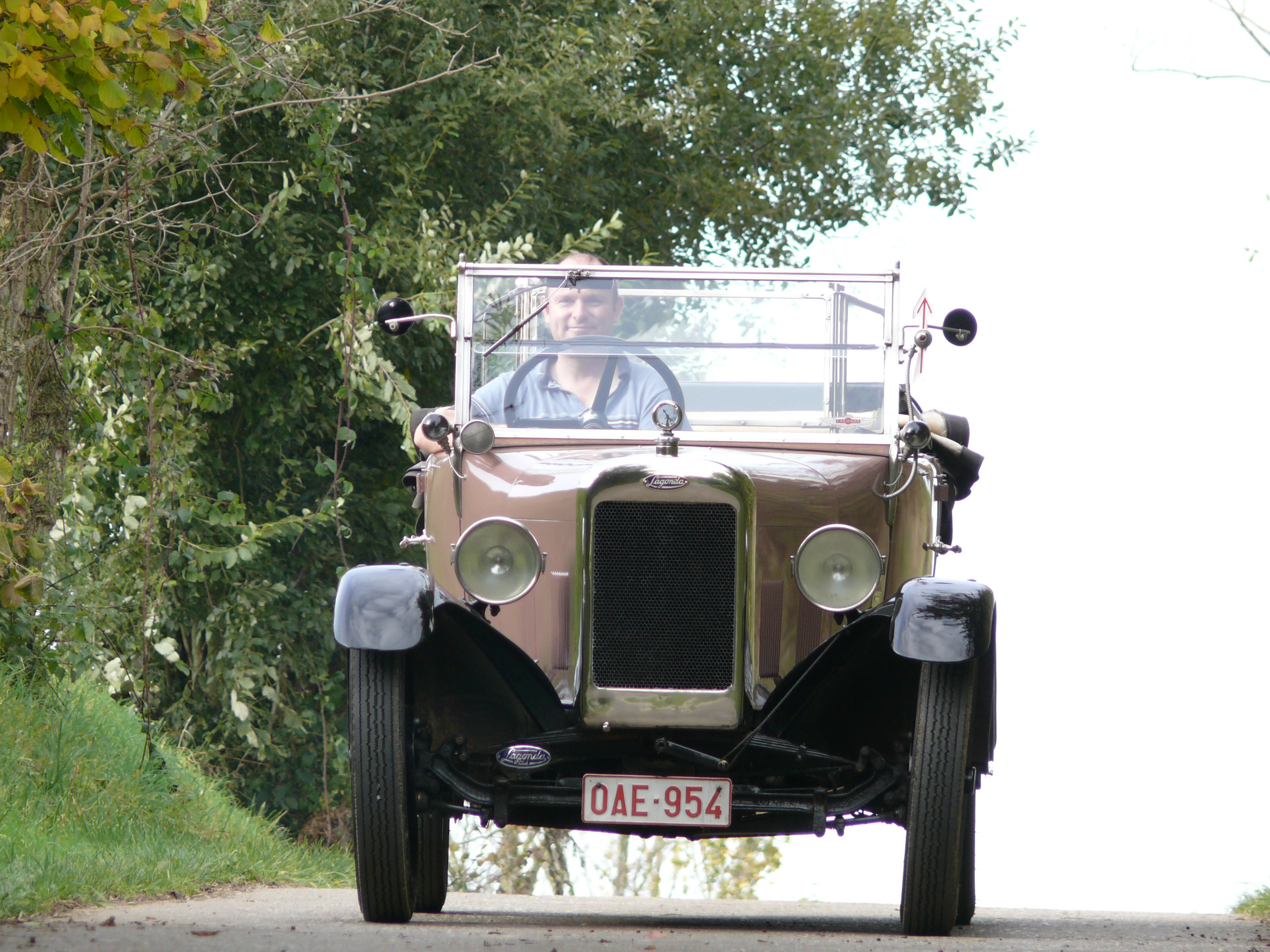
Lagonda 12/24 del 1925

È stata fondata nel 1906 a Staines, nel Surrey, dallo statunitense di origini scozzesi Wilbur Gunn (1859-1920), di professione cantante d'opera. Wilbur Gunn divenne cittadino britannico nel 1891, negli anni in cui lavorava come tecnico di motociclette e barche da competizione. Chiamò la casa automobilistica dal nome del luogo di fondazione della sua città natale, Springfield (Ohio), in lingua shawnee (in inglese questo luogo è invece noto come Buck Creek) che prendeva a sua volta il nome da un fiume nato dall'erosione dell'era glaciale. Il luogo ha importanza storica anche come parte del trattato di Easton tra le tribù Shawnee e i britannici, che fu firmato durante la Guerra franco-indiana.
Wilbur Gunn costruì inizialmente motociclette nel giardino della propria casa, che si trovava a Staines, veicoli che ottennero vittorie in Gran Premi come il Londra-Edimburgo del 1905. Nel 1904 passò ai tricicli a motore per poi fondare, nel 1906, la casa automobilistica Lagonda. Nel 1907 costruì la prima automobile, la Lagonda 20 HP, 6 cilindri, torpedo, che vinse la Mosca–San Pietroburgo del 1910. Nel 1913 venne introdotta una piccola autovettura, la Lagonda 11.1, con motore 4 cilindri da 1099 cm³, che iniziò a montare, dal 1914, una barra Panhard e una monoscocca rivettata oltre che un freno a mano fly-off, come sulle auto da competizione dell'epoca, con l'obiettivo di fornire partenze veloci da semaforo.

Durante la prima guerra mondiale, con la conversione dell'industria britannica a forniture belliche, la Lagonda produsse bombe per artiglieria. Dopo la fine della guerra fu ripristinata la produzione della 11.1, che ora aveva installato un impianto elettrico standard. Quest'ultimo fu confermato sulla successiva Lagonda 11.9, che aveva un motore da 1421 cm³ più grande e che uscì di produzione nel 1923, e sulla Lagonda 12/24, che venne prodotta dal 1924 al 1925.

### Il periodo interbellico
Dopo la morte di Gunn nel 1920 il progettista Arthur Davidson, proveniente dalla Lea-Francis, progettò la Lagonda 14/60, che fissò lo standard tecnico successivo delle automobili Lagonda. La 14/60 era una turismo da 2 litri presentata al Salone di Londra del 1925. Montava un motore bialbero 4 cilindri da 1954 cm³ e camere di combustione emisferiche. Dotata di frizione monodisco, cambio a 4 marce e freni su tutte le ruote, caratteristiche non comuni all'epoca, era penalizzata da un motore fiacco rispetto ai propulsori montati sulle concorrenti, come le Ballot e le OM. Con la versione sportiva della Lagonda 14/60, che venne chiamata 2 Litre Speed Model, il problema del motore fu risolto grazie a un rapporto di compressione aumentato.

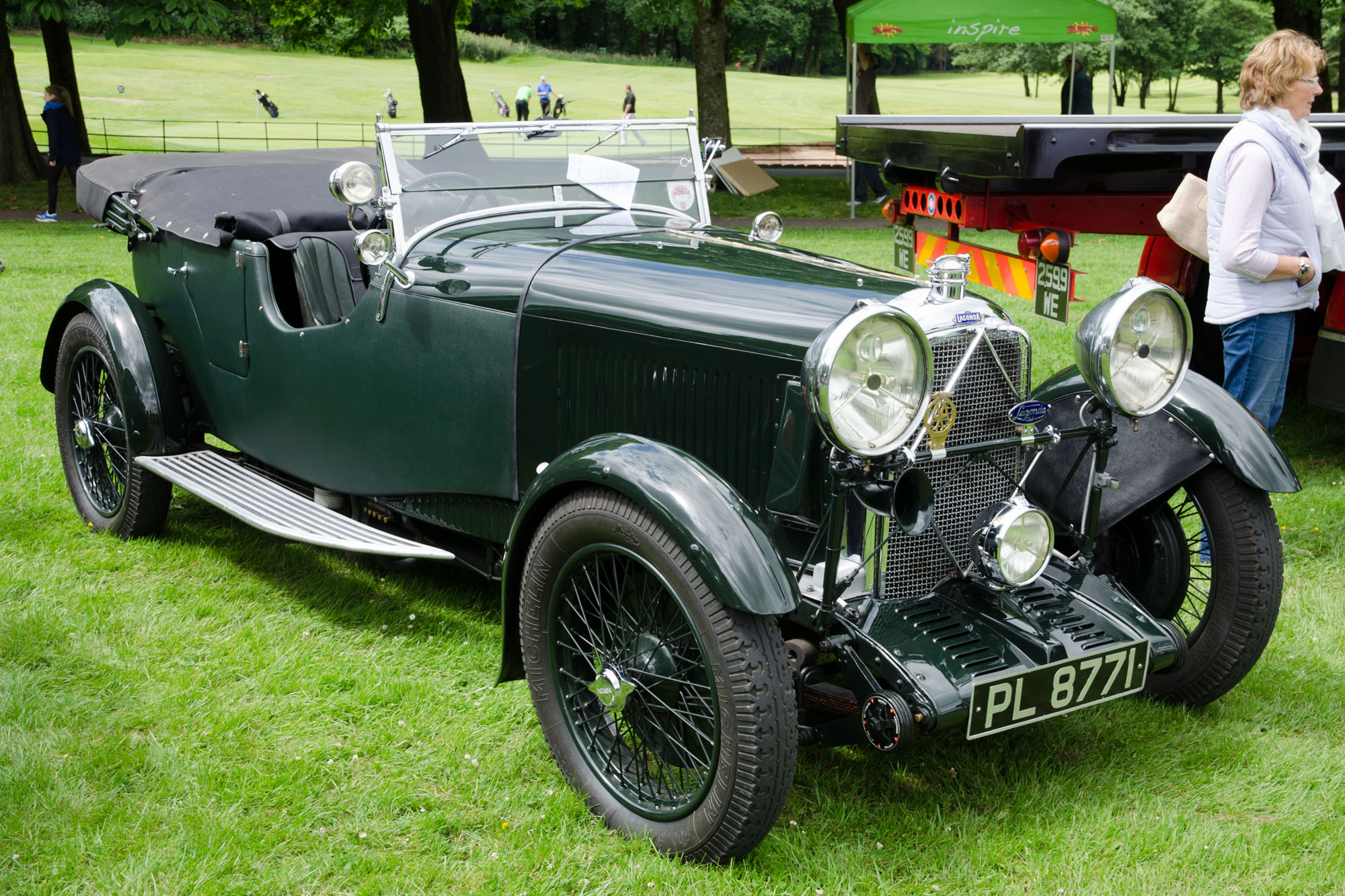
Lagonda 2-Litre Supercharged Tourer del 1931

Questa vettura, disponibile con carrozzeria 4 posti ad ala, berlina e coupé, aveva una tenuta di strada sicura e una frenata potente. Grazie a queste caratteristiche poteva rivaleggiare con la più potente Bentley 3 Litre. Nel 1927 la casa introdusse, su un telaio allungato della 14/60, il modello Lagonda 16/65, con motore a 6 cilindri di 2.389 cm³. Nel 1929 il motore della 16/65 fu portato a 2.692 cm³ rivelando la validità del progetto del telaio. Perciò nel 1933 un gruppo di piloti dilettanti chiese al proprietario della casa, il generale Metcalfe, di realizzare una vettura 4,5 litri sul telaio della Lagonda 3-Litre del 1928. L'accordo fallì ma la chiusura della fabbrica delle Invicta liberò dei motori Meadows di 4,5 litri, che vennero destinati alle nuove Lagonda. La casa battezzò il modello Lagonda 4.5-Litre.

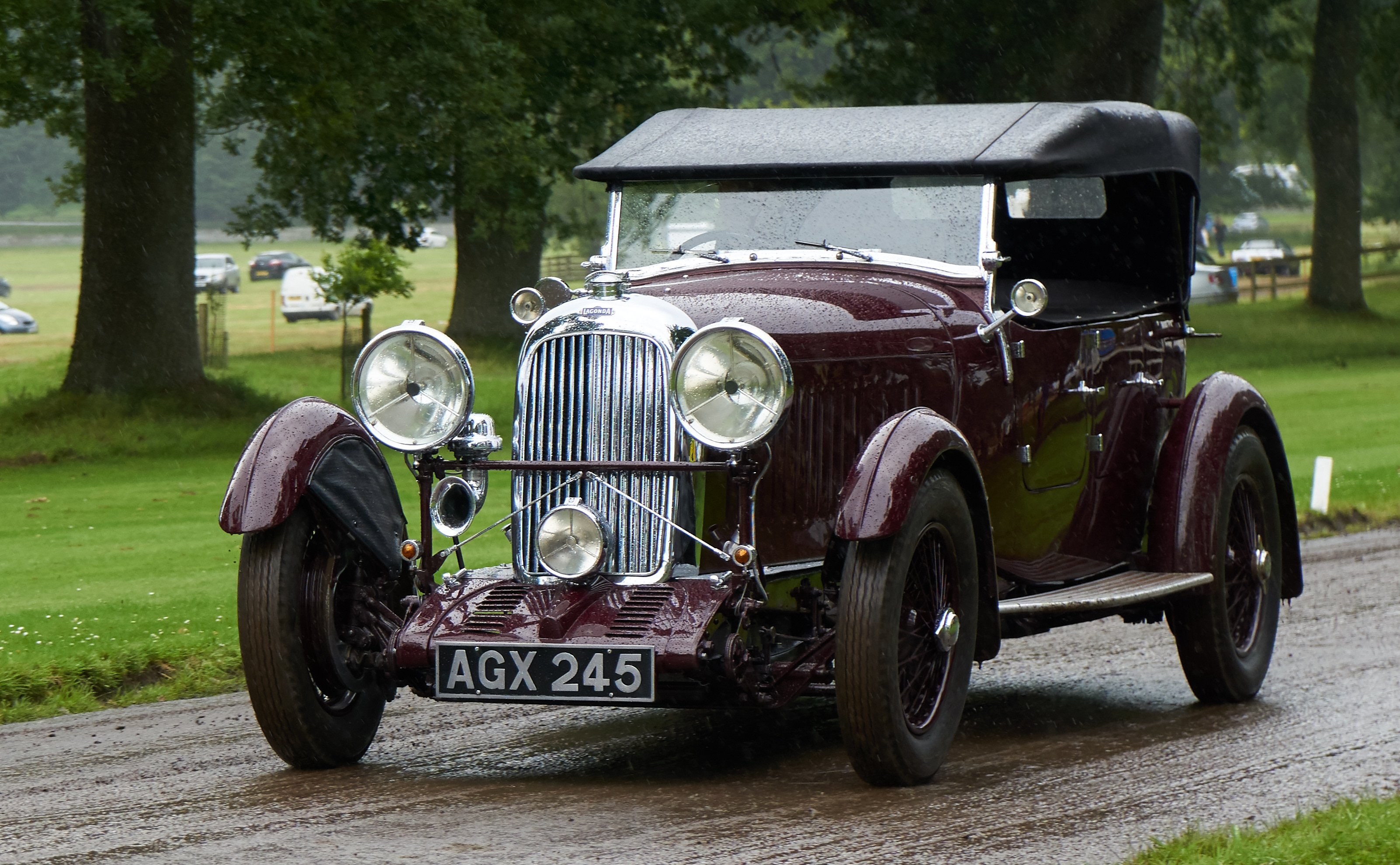
Una Lagonda 16/80 del 1933

La prima versione della 4.5-Litre, a cui fu dato il nome di M45, si dimostrò una vettura valida, superava i 150 km/h, era molto maneggevole e aveva una frenata potente. Molte qualità devono esse attribuite al motore Meadows 6 cilindri, 4493 cm³, con 130 CV di potenza, 4 cuscinetti di banco, valvole in testa, 2 carburatori SU e accensione a magnete; disponeva di un'ottima elasticità dovuta alla coppia motrice di 27,6 kgm a 2300 giri/min. Al Tourist Trophy del 1934 delle 4.5-Litre versione M45, preparate da Arthur Fox, affrontarono delle Bentley 3½ Litre. Al traguardo la Bentley fu seconda (1° una MG N-Type) ma il valore della Lagonda condotta da Brian Lewis emerse chiaramente.
Dopo il Tourist Trophy venne lanciata la M45 Rapide, con le migliorie apportate da Fox, passo accorciato di 135 mm, freni Girling, uno sterzo più diretto, un dispositivo a ruota libera (accessorio di moda nel periodo) e potenza portata a 150 CV. Tutto ciò a un sovrapprezzo di 1.000 sterline. In questi anni la casa lanciò la Lagonda Rapier, piccolo modello che uscì nel 1934 con un motore 1104 cm³ e un cambio semiautomatico. Rimase in produzione fino al 1935 ma altri esemplari furono prodotti su licenza fino al 1938 dall'azienda David Napier and Son of Hammersmith, London.

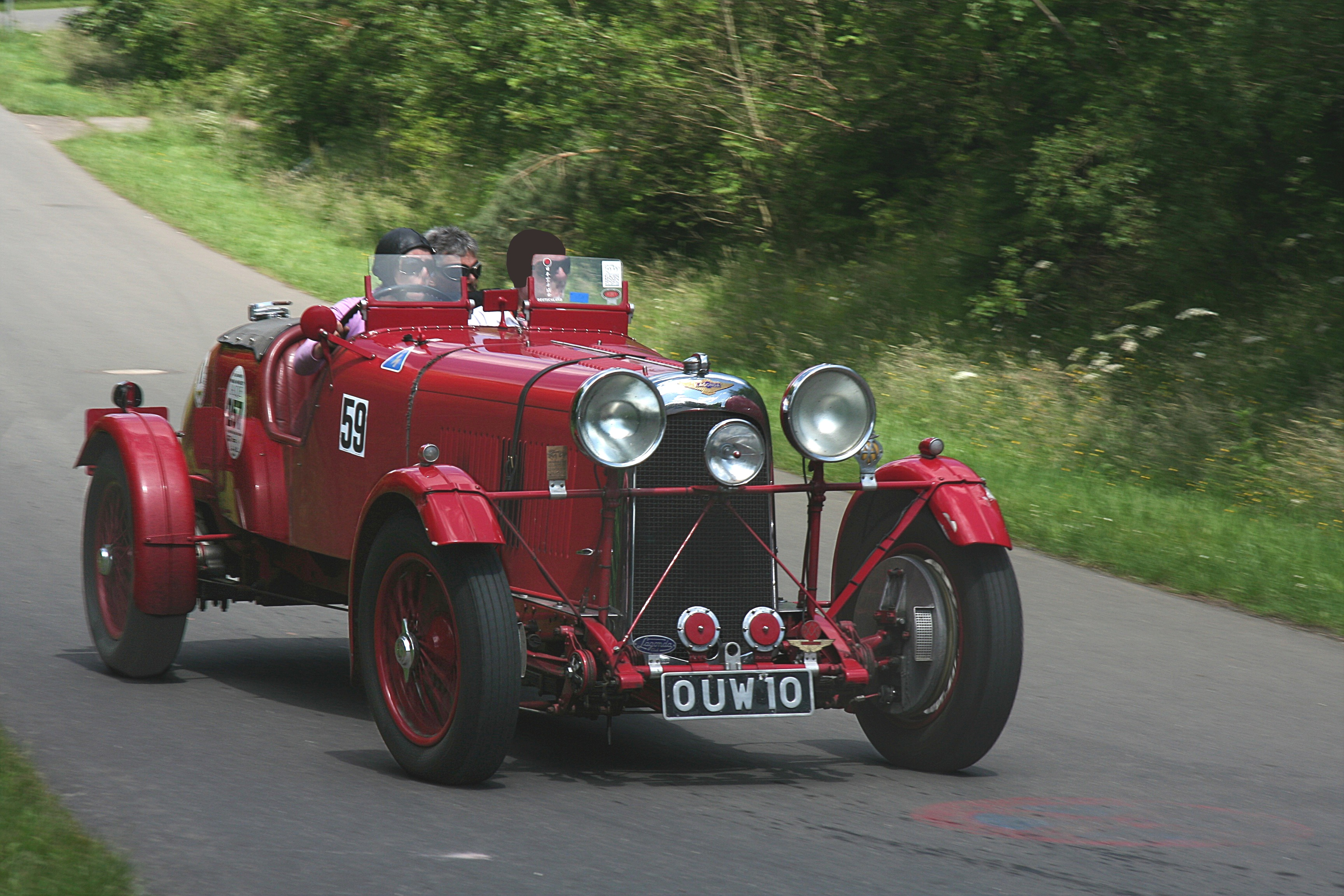
Lagonda 4.5-Litre M45 Rapide modello 24 Ore di Le Mans 1935

Nel 1935 la morte del generale Metcalfe e l'imposizione del governo del limite di velocità di 30 MPH (48 km/h) provocarono una grave crisi che portò al fallimento della Lagonda. Mentre il curatore fallimentare Alan P. Good cercava compratori, Arthur Fox acquistò la migliore Rapide dalla Lagonda, la iscrisse alla 24 Ore di Le Mans, e la affidò ai piloti John Hindmarsh e Louis Fontes. Dopo un incidente e una lotta serrata con l'Alfa Romeo 8C di Henri Stoffel e Pierre Louis-Dreyfus, la rossa Lagonda tagliò per prima il traguardo dopo 3010 km alla media di 125,283 km/h.
Altro modello prodotto in questi anni fu la Lagonda 16/80, autovettura di lusso prodotta dal 1932 al 1934 in 261 esemplari. Fu l'unico modello Lagonda con montato un motore della Crossley Motors, con cui il marchio britannico aveva stipulato un accordo commerciale. Il motore fu però modificato dalla Lagonda adattandolo alle specifiche tecniche della casa. Il modello fu ritirato dal mercato dopo soli due anni per le difficoltà finanziarie che colpirono la Lagonda in quegli anni.

Di questo periodo fu anche la Lagonda 3.5-Litre, prodotta dal 1934 al 1935 in 81 esemplari. Dai primi esemplari della Lagonda 3-Litre del 1928, sua antenata, ereditò il telaio, che era lo stesso utilizzato sulla Lagonda 14/60 versione 2 Litre Speed Model. Poi, quando la 3-Litre cambiò il telaio, quest'ultimo fu adottato anche dalla 3.5-Litre. 

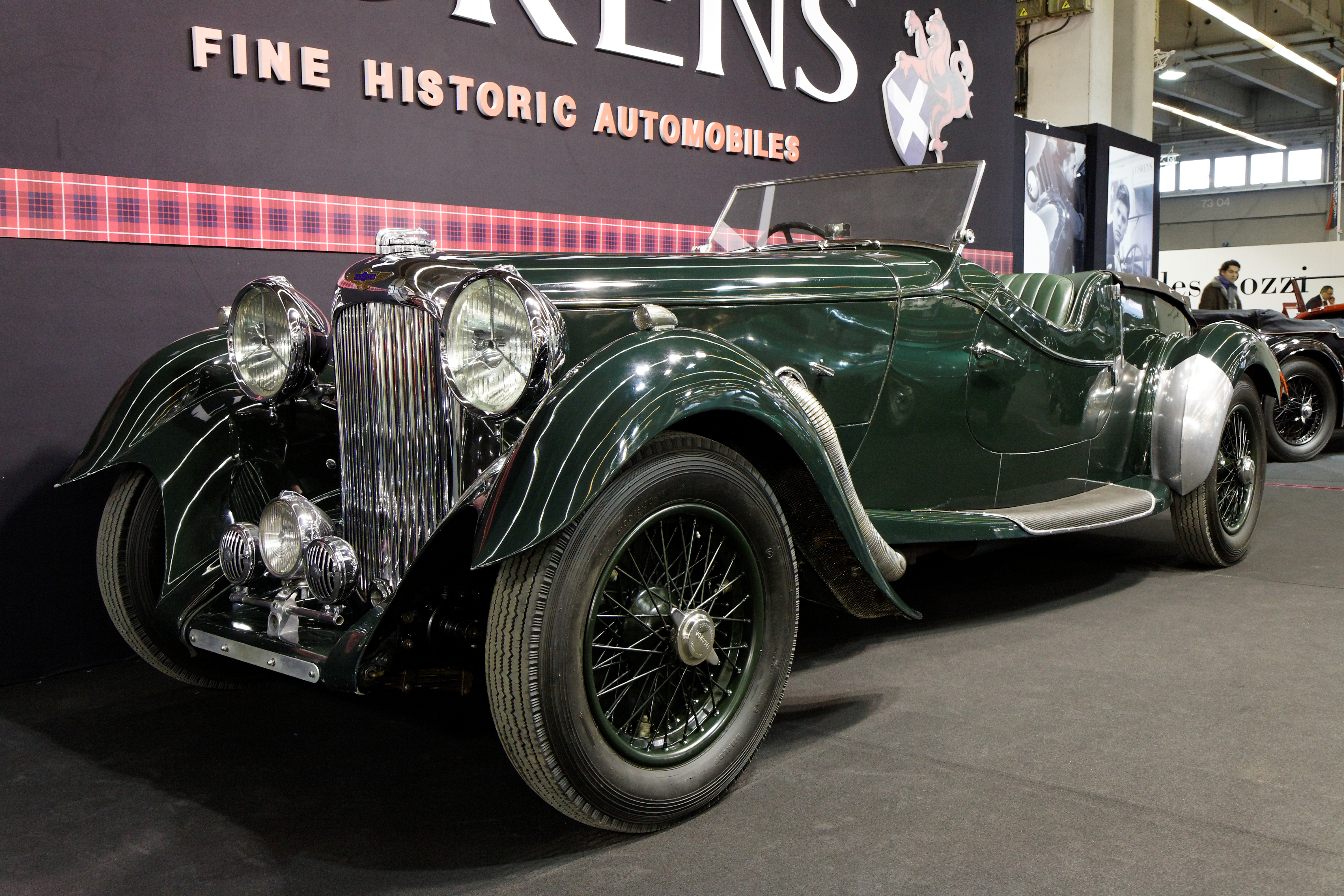
Una Lagonda 4.5-Litre LG45 Rapide del 1937

Alan Good trovò dei compratori, tra cui Dick Watney (ex Rootes) e Walter Owen Bentley, da poco svincolatosi dalla Rolls-Royce. Bentley si concentrò sull'aggiornamento della Lagonda M45 affidando la produzione della carrozzeria della nuova versione a Frank Feeley. Nel settembre 1935 venne presentata la 4-Litre versione LG45. Questa differiva dalla M45 Rapide per la 3ª e 4ª marcia sincronizzata, ammortizzatori idraulici, ruote più piccole, pneumatici più morbidi e sterzo più pesante e demoltiplicato rispetto al precedente.

Feeley realizzò anche la carrozzeria della LG45 Rapide, che entrò in produzione nel 1937. La vettura era una cabriolet 4 posti con parafanghi di tipo motociclistico, tubi di scappamento esterni, coda arrotondata e rastremata e una capote di tessuto elegante e funzionale. L'auto era molto veloce per l'epoca, sfiorava i 175 km/h e raggiungeva gli 80 km/h da ferma in 9,4 secondi.

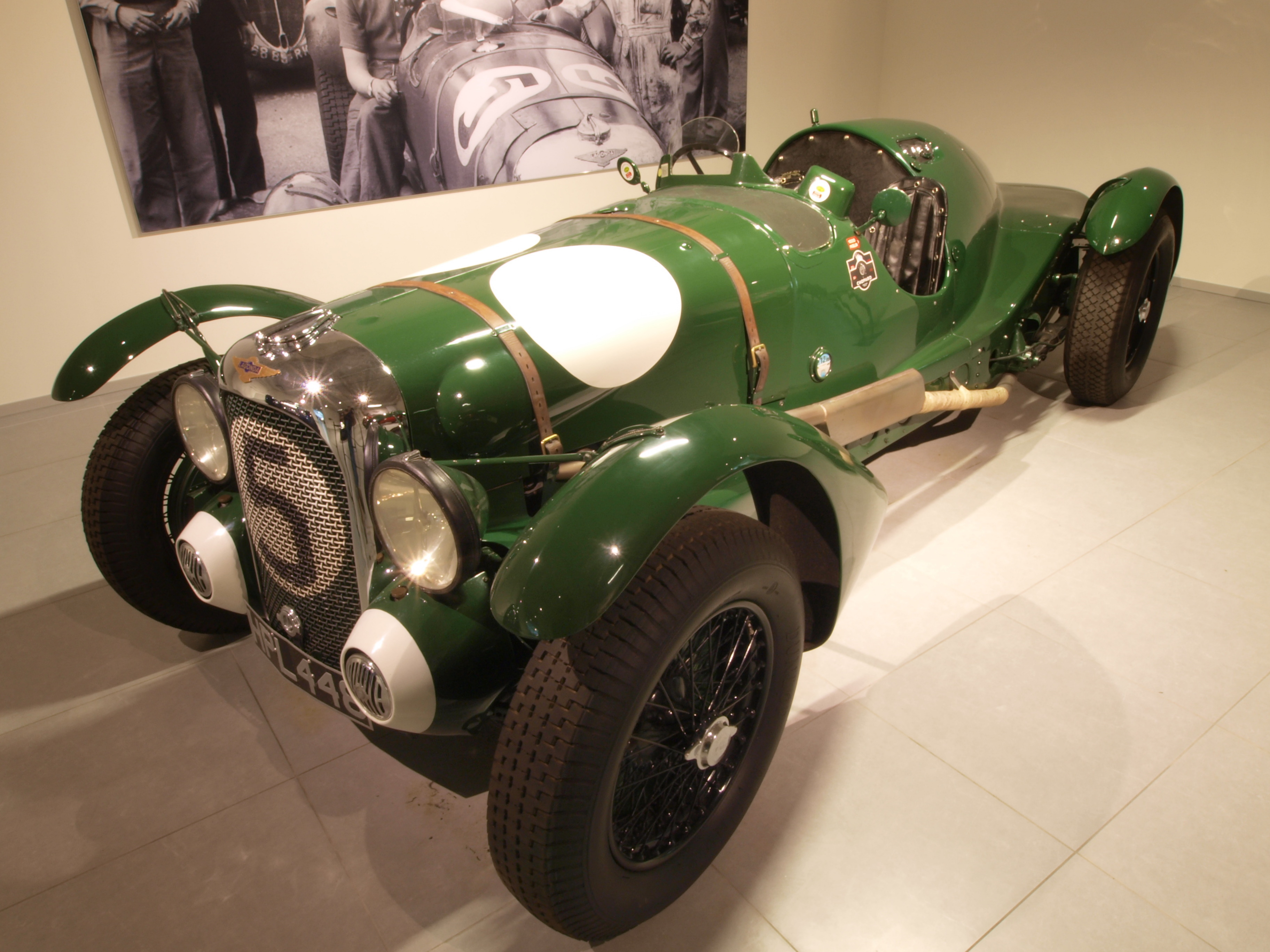
Lagonda V12 Le Mans del 1939

Sulle LG45 venne montato un motore migliorato da Bentley affinché raggiungessero le 100 MPH (169 km/h). Queste modifiche, che includevano un nuovo condotto di aspirazione e un volano alleggerito, furono approvate da Meadows. Per tale motivo questi motori diventarono noti come "Sanction" (to sanction in italiano significa "approvare"). Bentley progettò anche un nuovo cambio a leva centrale per la LG45 con la 2ª-3ª-4ª marcia sincronizzate.
Nel 1938 al salone di Londra venne presentata la Lagonda V12. Il motore progettato da Walter Owen Bentley, in grado di produrre 160 CV a 5500 giri/min., aveva tuttavia una coppia motrice inferiore a quella del Meadows 6 cilindri. Ciò era dovuto alla concezione antiquata dello stesso. La velocità massima sfiorava i 175 km/h. La vettura si dimostrò raffinata nella linea e veloce ma il cambio e lo sterzo furono criticati per la loro scarsa manovrabilità.
Questa dote velocistica venne confermata nel 1939 a Brooklands dove un prototipo aerodinamico riuscì a percorrere in un'ora 163 km, nonostante una sosta per una foratura, con giro finale a 174 km/h e 193 km/h di velocità massima. Alla 24 ore di Le Mans del 1939 vennero iscritte 2 vetture alleggerite e ben carburate che non andarono oltre il 3º e 4º posto finali per una serie di imprevisti.

### Nell'orbita Aston Martin

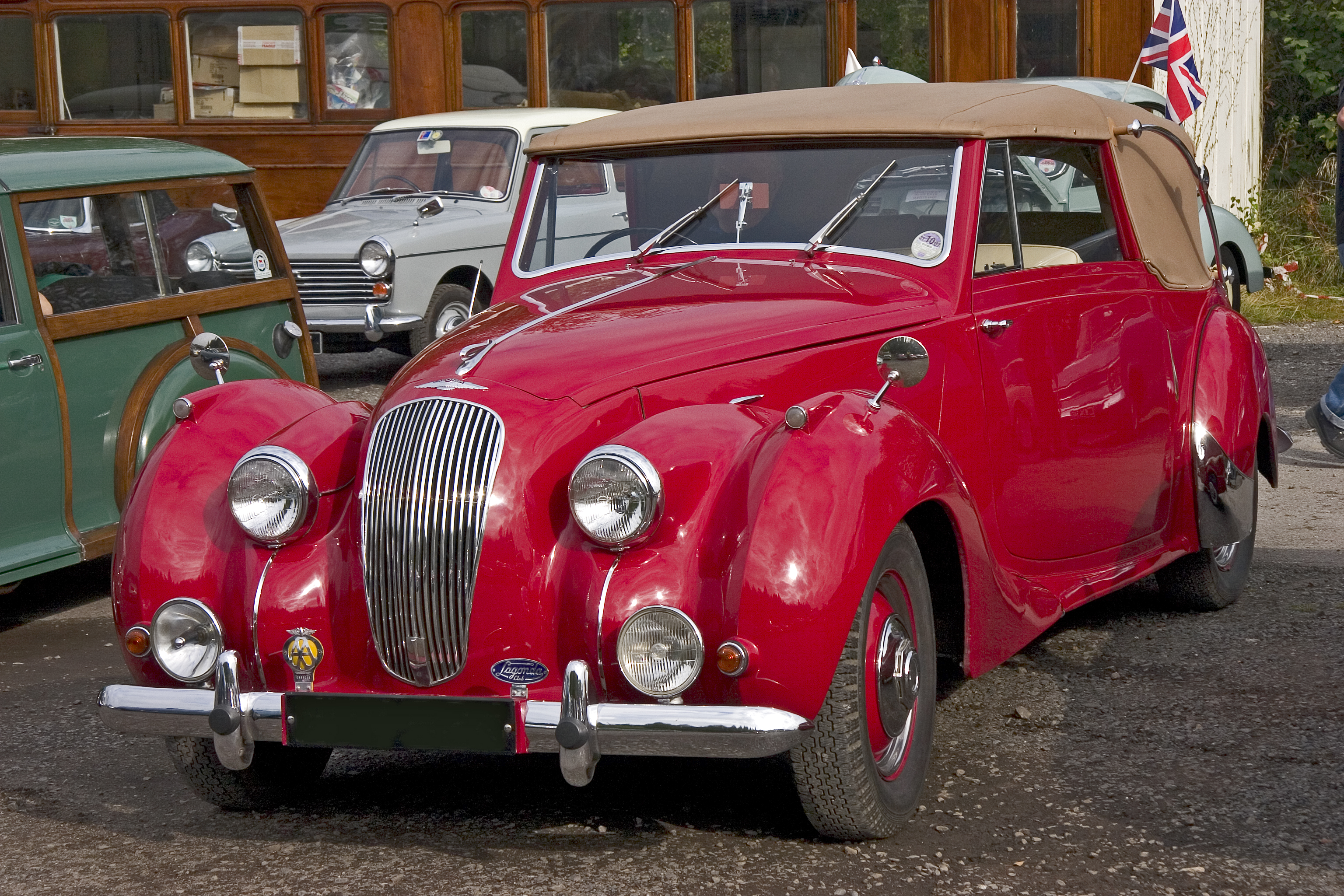
Una Lagonda 2.6-Litre del 1948

La società fu acquistata nel 1948 da David Brown dell'omonima azienda di famiglia David Brown Ltd., integrata successivamente nella Aston Martin, già acquistata da Brown 1947. Nel 1947, Brown vide un annuncio sul The Times, dove offrivano la vendita di un business in ambito motoristico di lusso. Brown acquistò la Aston Martin per 20.500 sterline e l'anno successivo la Lagonda per 52.500, seguite dalla Tickford nel 1955.

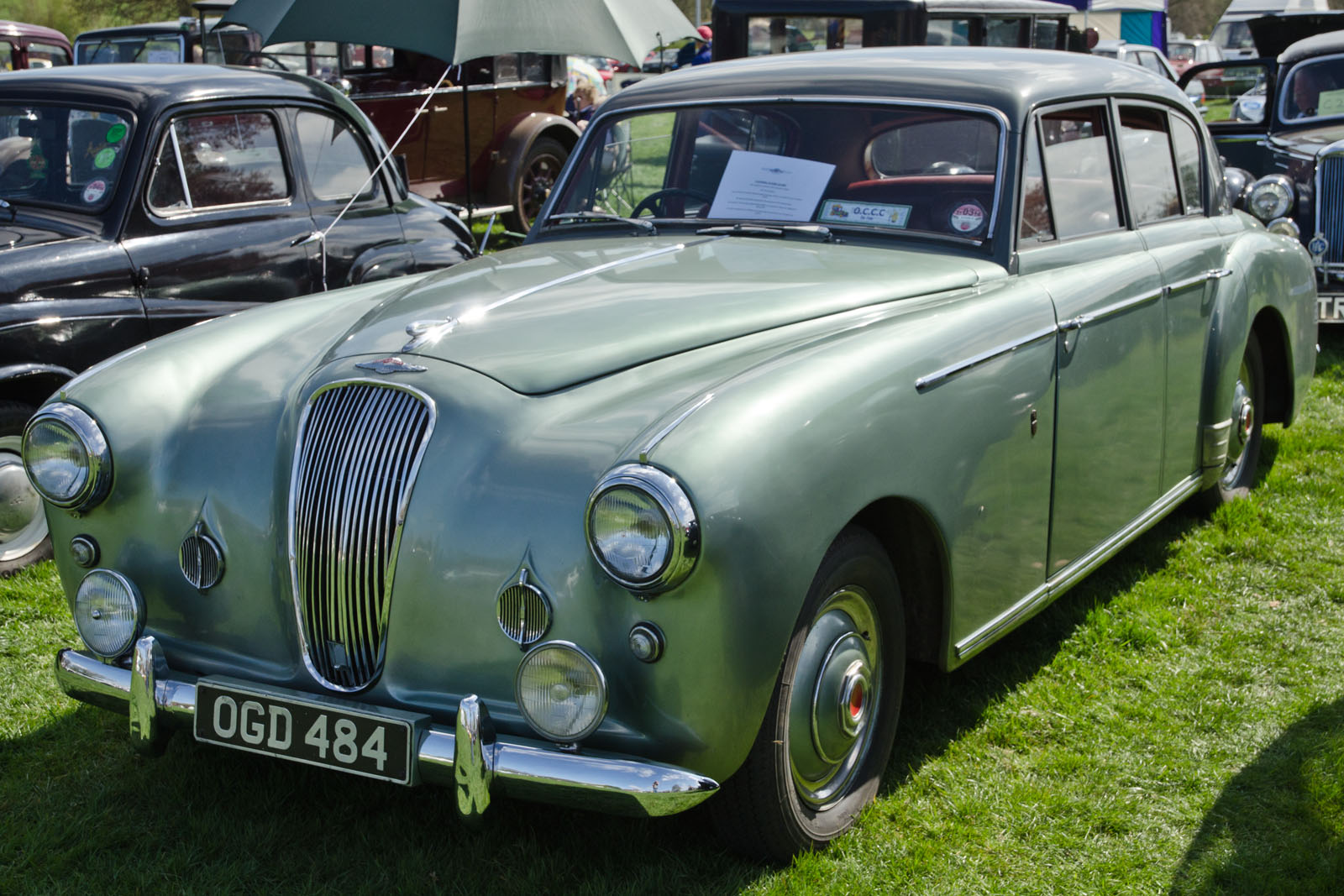
Una Lagonda 3-Litre del 1955

Tickford era infatti la carrozzeria maggiormente usata dalla Aston Martin e dalla Lagonda. La Aston Martin venne trasferita presso la carrozzeria Tickford di Newport Pagnell. Il sito produttivo era in Tickford Street (sede che rimase tale fino all'arrivo, decenni dopo, della proprietà Ford, che spostò la produzione della Aston Martin DB7 a Bloxham e poi a Gaydon per la Aston Martin DB9 e la Aston Martin DBS).
La serie di vetture Aston Martin con sigla "DB" incluse la DB2, la DB3, la DB4, la DB5 (famosa per essere stata l'auto di James Bond), la DB6, la DB7, la DB9 e la DBS (quest'ultima presente nel film Agente 007 - Al servizio segreto di Sua Maestà e nella serie televisiva Attenti a quei due), richiamava le iniziali di David Brown. Ironicamente, mentre fu alla testa della Aston Martin, come auto personale, David Brown usava un prodotto rivale, una Jaguar XJ Series I.
I primi due modelli Lagonda prodotta dall'ingresso nell'orbita Aston Martin furono la Lagonda 2.6-Litre e la Lagonda 3-Litre del 1953, con quest'ultima che richiamava un nome storico per la Lagonda, che furono prodotti, rispettivamente, dal 1948 al 1953 e dal 1953 al 1958. Il terzo e ultimo modello con marchio Lagonda prodotto dalla Aston Martin in questi decenni fu la Lagonda Rapide, realizzata dal 1961 al 1964. Il modello era una GT 4 porte basata sulla Aston Martin DB4. Era dotata di motore 4 litri 6 cilindri in linea, di sospensioni posteriori De Dion, 4 dischi e un cambio automatico Borg&Warner a 3 marce come optional. La carrozzeria, che era realizzata con il metodo Touring Superleggera, univa alla parte posteriore di una DB4 una calandra simile a quella delle Edsel. La Aston Martin e la Lagonda vennero successivamente acquistate nel 1972 dalla Company Developments Limited per sole 100 sterline, a causa dell'insolvenza della Aston Martin. Il nome della carrozzeria Tickford scomparve poi nel 1981 dopo una crisi iniziata alla fine degli anni cinquanta.

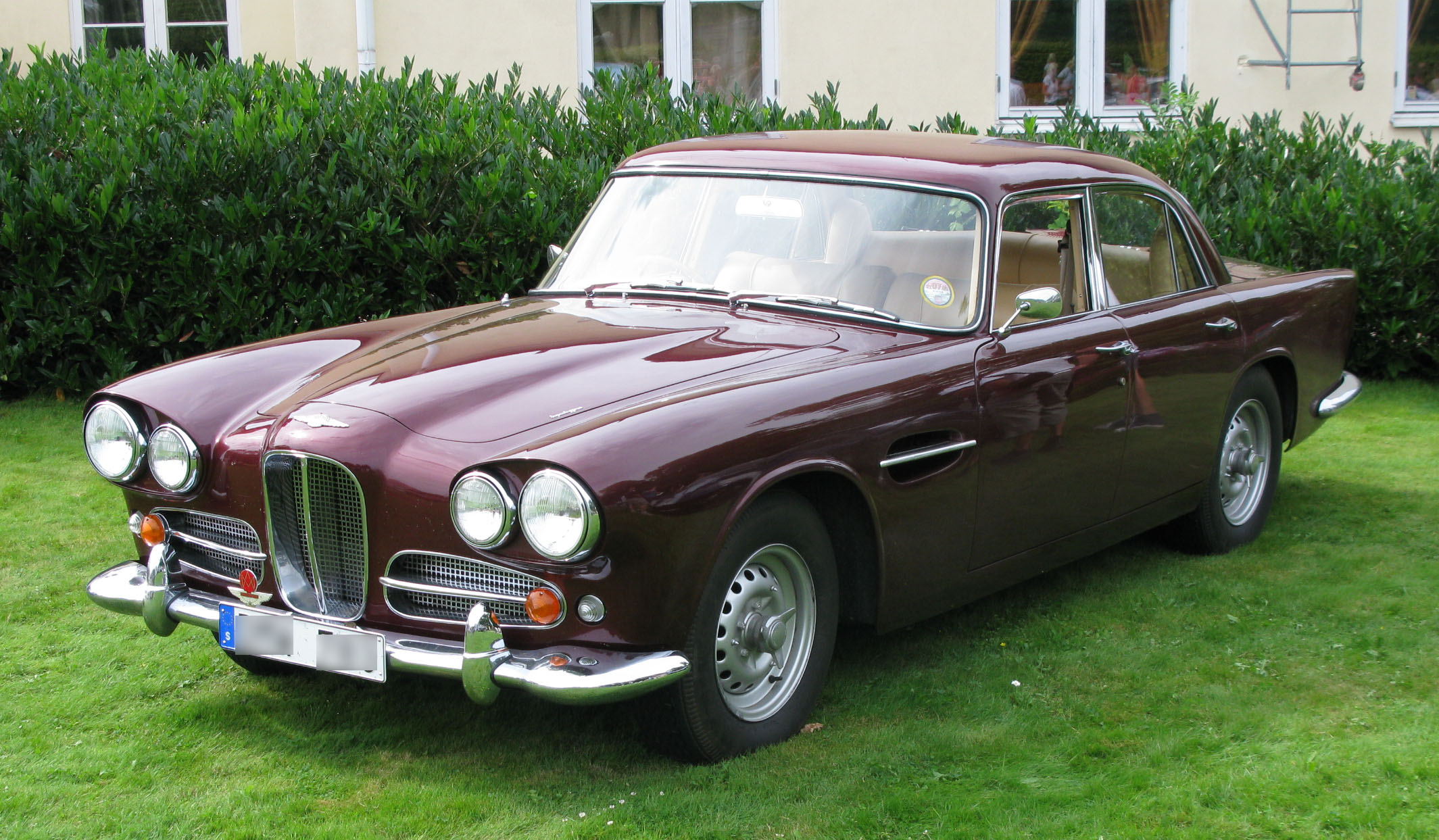
Una Lagonda Rapide del 1964

Tra il 1976 e il 1989 la Aston Martin rispolverò il nome Lagonda realizzando, sotto il marchio Aston Martin, il modello chiamato Aston Martin Lagonda, una berlina di lusso con carrozzeria in alluminio lunga più di 5 metri con motore V8 di 5340 cm³ da 320 CV. La nuova berlina suscitò scalpore per la linea, per la modernità degli interni (comunque rifiniti con materiali di lusso, come pelle Connolly e legno pregiato) e per la sofisticatezza tecnica: sfiorando dei pulsanti montati accanto al volante con sensori, tecnica adottata per l'impianto Hi-Fi, il televisore, i comandi del climatizzatore e tutti i pulsanti funzionali. La strumentazione disponeva di indicazioni a LED e monitor. Le soluzioni avveniristiche non incontrarono il grande favore del pubblico in Europa né negli Stati Uniti (dove la commercializzazione iniziò nel 1982), che preferiva vetture più classiche, ma ebbero un buon riscontro in Medio Oriente, che divenne il principale mercato d'esportazione.

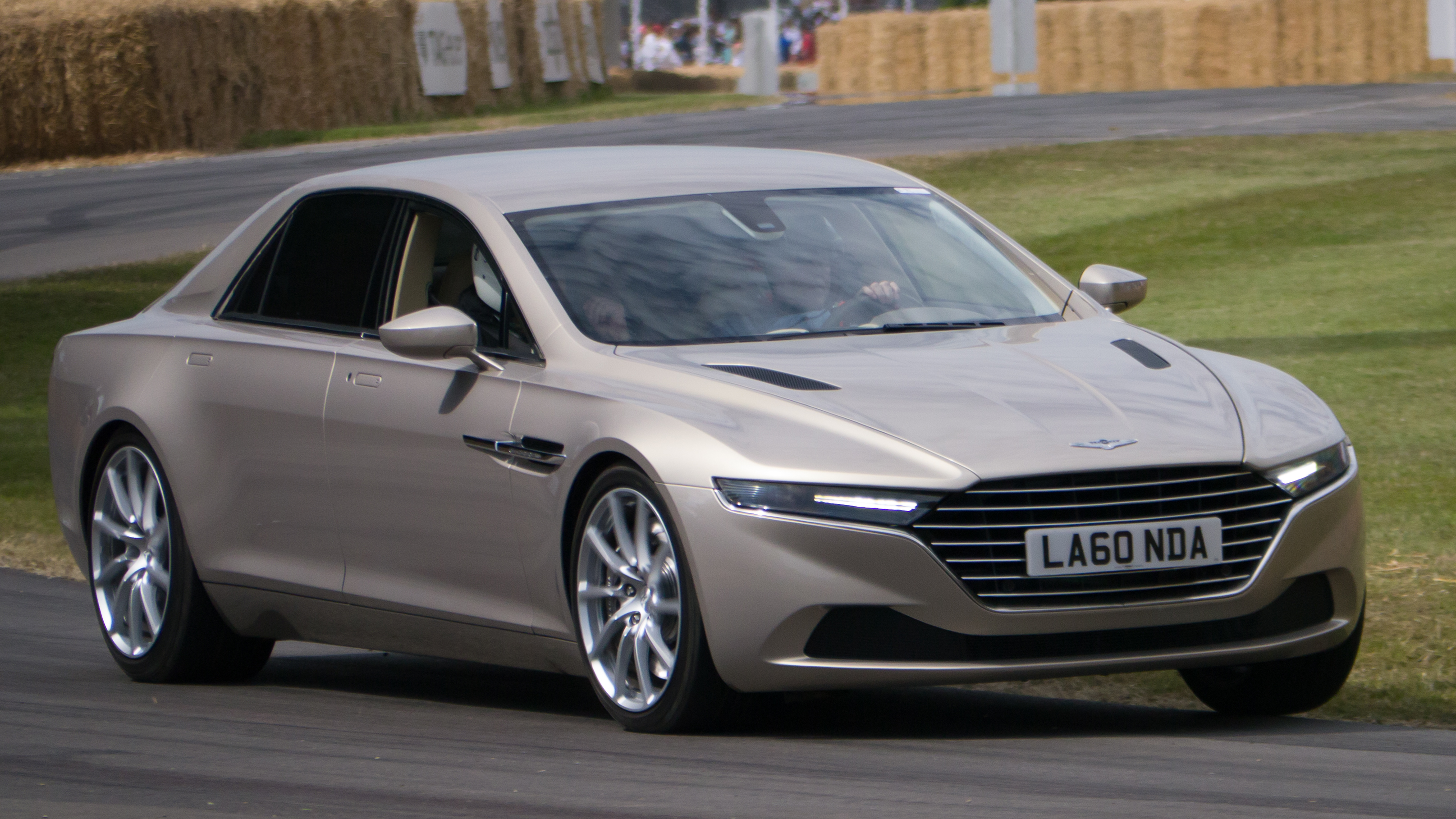
Una Lagonda Taraf del 2015

Nel settembre 2008 fu comunicata l'intenzione di riattivare il marchio Lagonda, che avrebbe dovuto essere indipendente rispetto a quello Aston Martin dato che si sarebbe occupato di settori di mercato differenti. Nel 2009 la Aston Martin ha presentato presso il salone di Ginevra una nuova concept car della Lagonda in versione SUV, chiamata Aston Martin Lagonda SUV, per commemorare il 100º anniversario della 1ª auto Lagonda mai costruita, la 20 HP. La Lagonda SUV era costruita su di una piattaforma derivata dal Mercedes-Benz Classe G mentre il propulsore, sempre di origine tedesca, era un V12 da 6.0 litri. Il modello montava anche ruote da 22 pollici.
In seguito, per riattivare il marchio, fu realizzato in serie un altro tipo di vettura, la Lagonda Taraf, un'auto di lusso svelata a Dubai nel 2014. Il modello, limitato a 200 unità, era stato pensato per il solo mercato mediorientale, ma fu poi disponibile anche nel Regno Unito per 696.000 sterline. Disegnata da Marek Reichman e basata sulla stessa piattaforma VH della Aston Martin Rapide, era equipaggiata con un propulsore V12 6.0 dalla potenza di 600 CV gestito da un cambio automatico ad otto rapporti. Ciò permetteva un'accelerazione da 0 a 100 km/h in 4,2 secondi.. Il nome "Taraf" si può tradurre in arabo come "il massimo del lusso".

## Modelli

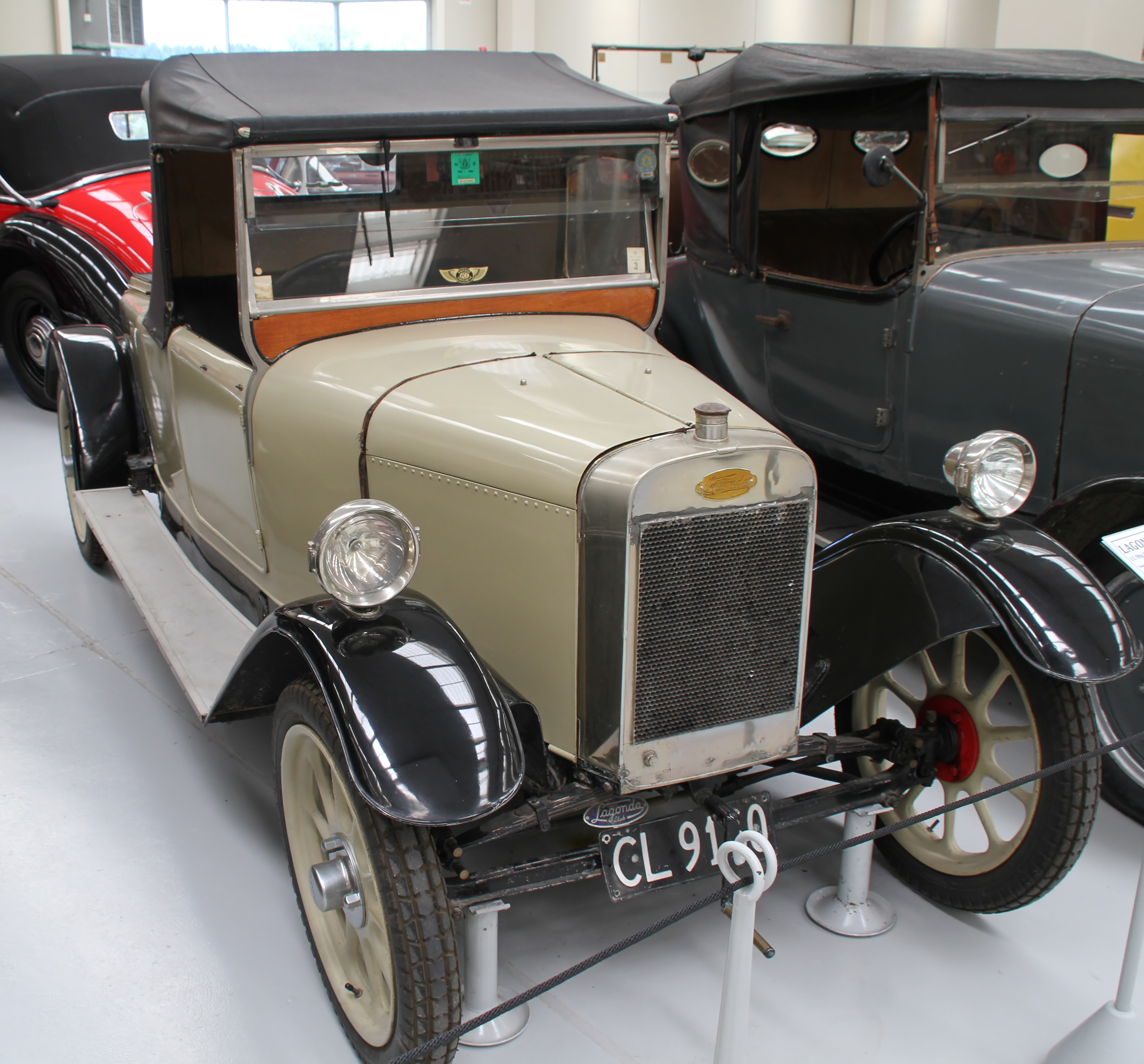
Una Lagonda 11.9 del 1922

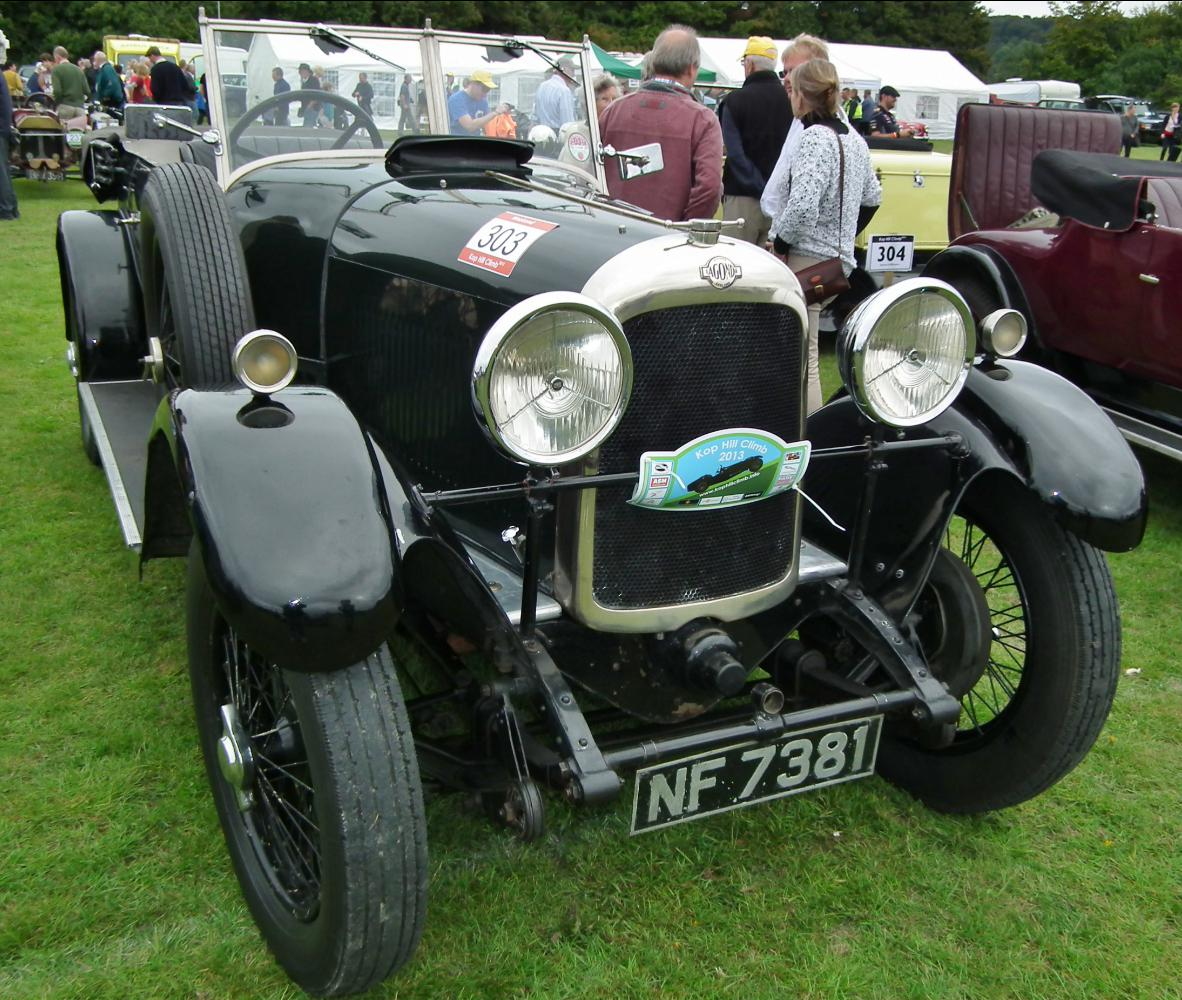
Una Lagonda 16/65 del 1927

| Anno      | Modello        | Motore                                              | Produzione                                               |
| --------- | -------------- | --------------------------------------------------- | -------------------------------------------------------- |
| 1907      | 20 HP e 30 HP  | 3052 cm³ (poi 4578 cm³) valvole laterali 6 cilindri | 1                                                        |
| 1913-1919 | 11.1           | 1099 cm³ 4 cilindri                                 | 745                                                      |
| 1918-1923 | 11.9           | 1421 cm³ 4 cilindri                                 | 4025                                                     |
| 1924-1925 | 12/24          | 1421 cm³ 4 cilindri                                 | 2250                                                     |
| 1925-1933 | 14/60          | 1954 cm³ OHV 4 cilindri                             | 1440                                                     |
| 1926-1930 | 16/65          | 2389 (in seguito 2692) cm³ OHV 6 cilindri           | 250                                                      |
| 1928-1934 | 3-Litre (1928) | 3181 cm³ OHV 6 cilindri                             | 720                                                      |
| 1932-1934 | 16/80          | 1991 cm³ OHV 6 cilindri Crossley                    | 261                                                      |
| 1934-1938 | Rapier         | 1087 cm³ bialbero 4 cilindri                        | 470 + 46 dalla Rapier Car Company                        |
| 1933-1939 | 4.5-Litre      | 4467 cm³ OHV 6 cilindri Meadows                     | M45: 410 + 53 M45R Rapide LG45: 278 + 25 Rapides LG6: 85 |
| 1934-1935 | 3.5-Litre      | 3619 cm³ OHV 6 cilindri                             | 65                                                       |
| 1938-1940 | V12            | 4480 cm³ SOHC V12                                   | 189                                                      |
| 1948-1953 | 2.6-Litre      | 2580 cm³ bialbero 6 cilindri                        | 510                                                      |
| 1953-1958 | 3-Litre (1953) | 2922 cm³ bialbero 6 cilindri                        | 270                                                      |
| 1961-1964 | Rapide         | 3995 cm³ bialbero 6 cilindri                        | 55                                                       |
| 2015–2016 | Taraf          | 5935 cm³ V12                                        | 120                                                      |